# Euxoa lenola
Euxoa lenola là một loài bướm đêm trong họ Noctuidae.